# Sisowath Monivong
Sisowath Monivong (ur. 27 grudnia 1875 w Phnom Penh, zm. 24 kwietnia 1941 w Bokor w prowincji Kâmpôt) – król Kambodży pod protektoratem francuskim w latach 1927–1941.
Był drugim synem króla Sisowatha. Reprezentował orientację profrancuską, w 1925 powierzono mu zatem zadanie uspokojenia nastrojów we wsi Krang Laav, w której w kwietniu 1925 zamordowano wysokiego urzędnika kolonialnego Felixa Louisa Bardeza. Po śmierci swojego ojca (9 sierpnia 1927) został wybrany na jego następcę. Koronowano go 20 lipca 1928. Nie odgrywał większej roli politycznej, ograniczał się do wykonywania obowiązków nakładanych nań przez Francuzów. Jedną z ważniejszych postaci na dworze był w tym okresie minister finansów, spraw pałacowych i sztuki, Thiounn, ściśle związany z kolonialistami.
Zmarł w trakcie rokowań pokojowych, mających zakończyć wojnę francusko-tajską (1940–1941).

## Wybrane odznaczenia[6]
- Krzyż Wielki Orderu Królewskiego Kambodży (Kambodża)
- Wielka Wstęga Orderu Leopolda (19 marca 1932, Belgia)
- Krzyż Wielki Orderu Legii Honorowej (20 lipca 1928, Francja)
- Wielki Oficer Orderu Legii Honorowej (11 sierpnia 1927, Francja)
- Komandor Orderu Legii Honorowej (1918, Francja)
- Komandor Orderu Błyszczącego (Francja)
- Komandor Orderu Zasługi Rolniczej (Francja)
- Oficer Orderu Sztuki i Literatury (Francja)
- Order Zasługi I klasy (Indochiny Francuskie)
- Złota i Srebrna Gwiazda Orderu Wschodzącego Słońca (Japonia)
- Krzyż Wielki Królewskiego Orderu Johoru (21 marca 1933, Sułtanat Johoru)
- Krzyż Wielki Orderu Miliona Słoni i Białego Parasola (Laos)
- Komandor I Klasy Orderu Gwiazdy Polarnej (1912, Szwecja)
- Krzyż Wielki Orderu Smoka Annamu (Wietnam)